# Polkajmy
Polkajmy (deutsch Polkeim) ist ein Ort in der polnischen Woiwodschaft Ermland-Masuren. Er gehört zur Gmina Jeziorany (Stadt-und-Land-Gemeinde Seeburg) im Powiat Olsztyński (Kreis Allenstein).

## Geographische Lage
Polkajmy liegt in der nördlichen Mitte der Woiwodschaft Ermland-Masuren, 33 Kilometer westlich der früheren Kreisstadt Rößel (polnisch Reszel) bzw. 35 Kilometer nordöstlich der heutigen Kreismetropole und auch Woiwodschaftshauptstadt Olsztyn (deutsch Allenstein).

## Geschichte
Das seinerzeitige Dorf Pulkaym wurde vor 1378 gegründet. Es hieß dann Polkaym und vor 1785 noch Pollkeim. 1785 wurde Pollkeim als adliges Bauerndorf mit 23 Feuerstellen erwähnt, 1820 ebenso mit 29 Feuerstellen bei 165 Einwohnern.
Im Jahre 1874 kam Polkeim zum neuen Amtsbezirk Frankenau im ostpreußischen Kreis Rößel und gehörte ihm bis 1945 an.
253 Einwohner waren 1885 in Polkeim registriert, 1910 waren es 239. Bis 1933 stieg ihre Zahl auf 244 und belief sich 1939 auf 240.
Das gesamte südliche Ostpreußen wurde 1945 in Kriegsfolge an Polen abgetreten. Polkeim erhielt die polnische Namensform „Polkajmy“ und ist heute eine Ortschaft im Verbund der Stadt-und-Land-Gemeinde Jeziorany (Seeburg) im Powiat Olsztyński (Kreis Allenstein), von 1975 bis 1998 der Woiwodschaft Olsztyn, seither der Woiwodschaft Ermland-Masuren zugehörig. Im Jahre 2021 zählte Polkajmy 44 Einwohner.

## Kirche
Bis 1945 war Polkeim in die evangelische Kirche Seeburg (Ostpreußen) (polnisch Jeziorany) in der Kirchenprovinz Ostpreußen der Kirche der Altpreußischen Union, außerdem in die römisch-katholische Kirche Frankenau (polnisch Franknowo) im damaligen Bistum Ermland eingepfarrt.
Polkajmy gehört auch heute noch zur römisch-katholischen Pfarrei Franknowo, die nun aber dem Erzbistum Ermland zugeordnet ist. Die evangelischen Einwohner sind nur Christus-Erlöser-Kirche Olsztyn (Allenstein) in der Diözese Masuren der Evangelisch-Augsburgischen Kirche in Polen ausgerichtet.

## Verkehr
Polkajmy ist von Piszewo (Pissau, 1910 bis 1945 Waldensee) aus auf einer Nebenstraße über Kramarzewo (Krämersdorf) zu erreichen.
Heute besteht kein Bahnanschluss. Von 1899 bis 1944 und von 1950 bis 1996 (Personenverkehr) bzw. nach 2000 (Güterverkehr) war Frankenau resp. Franknowo die nächste Bahnstation. Sie lag an der Bahnstrecke (Königsberg–) Zinten–Rothfließ (–Niedersee–Johannisburg), die nicht mehr befahren wird.